# ラ・ムー (バンド)
ラ・ムー（RA MU）とは、1988年に菊池桃子とフュージョングループ「プリズム」のサポートミュージシャンとしても知られるキーボーディストの松浦義和が中心となり、結成されたバンド。
ブラック・コンテンポラリーとアイドル歌謡の組み合わせは、当時の世間の常識からかけ離れていたため、ヒットには恵まれず短期間で解散した。しかし、2010年代以降のシティ・ポップブームで再発見され、高く評価された。

## 概要

### ラ・ムー結成まで
1984年4月発売のデビュー・シングル「青春のいじわる」から始まった菊池桃子の歌手活動は、独自の試みをもって展開されてきた。振り付け重視で、歌い手の技量はなくとも振りが引き立つように作られた曲が主体であった従来のアイドル歌謡に対し、菊池の振り付けは控え目なものであり、作曲を一手に引き受けた林哲司は難度の高い楽曲も躊躇せずに提供した。こうした試みは成功し、菊池は1985年2月に発表したシングル「卒業-GRADUATION-」から、1987年3月の「アイドルを探せ」まで、シングル曲が7作連続で週間オリコンチャート1位を獲得していた。
しかし、1987年7月発売の「Nile in Blue」ではオリコンチャート最高2位止まりに終わり、8作連続のオリコン首位獲得はならなかった。さらに同年10月発売の「ガラスの草原」はオリコン最高4位まで下がり、レコード売上枚数も10万枚を割るなどで、菊池自身歌手としての人気に翳りが見え始めていた。一方、幼少時からピアノを習い、デビュー以前はピアノを弾きながら歌うことを趣味としていた菊池は、デビュー以降の出来上がった楽曲をただ歌うだけの活動には違和感を覚えており、短大進学を機に制作の早い段階から関与したい、という思いを強めていた。こうした菊池の希望を反映するには、バンドを組んでやるのがよいとの判断から、1987年末にバンド結成が決定した。

### ラ・ムー活動開始から解散まで
1988年2月17日、菊池は赤坂プリンスホテルにおいて単独記者会見を行い「今後は新たに結成するロックグループ『ラ・ムー』のボーカルとして歌手活動を行う」と発表した。会見の場で菊池は「アイドルでいることに違和感を覚えていた」と転身の動機を述べ「2月24日に第一曲を発売するとともに、同日の「夜のヒットスタジオデラックス」においてバンドのメンバーを発表する」と予告した。後に明らかとなったバンドの構成は2人の黒人バックコーラスを擁する7人編成で、本人達は「ロックバンド」を名乗ったが、菊池のアイドル然としたウィスパーボイスはソロ時代と変わらず、またサウンド的にも当時の日本ではそれほど定着していなかったR&B、ファンク等の黒人音楽色が強かった。ラ・ムーの音楽についてリーダーの松浦は「ブラ・コンに見られるタイトなリズムに、日本人に受け入れられるナイーヴなメロディーを兼ね備えたもの」だと説明し「ロックと呼んでも歌謡曲と呼んでもよいが、どちらかと問われるならロックだ」と述べた。また、「桃子ちゃんの声質って、ささやきかけるようでデリケートでしょ。だから、その声質を生かせるようなメロディーで、リズムの方は逆にタイトにする。ネライとしてはブラック・コンテンポラリーみたいなかんじでやっていきたい」とも述べている。
こうして別の意味で話題になったものの、そのスタイルからコミックバンドのような扱いを受け、レコードのセールスはソロ時代を超えることはできず、オリコンで4位となった「少年は天使を殺す」以降は話題とならなくなった。
1989年9月、菊池はデビュー当初から自身に関わってきた岩崎加允美の事務所「パーフィットプロダクション」に移籍、女優業に専念することになり、ラ・ムーは事実上解散した。移籍後の菊池はCMでも成功し、一度路線変更に失敗したタレントとしては異例の復活を遂げた。
解散から約20年を経た2010年代のシティ・ポップ・ブームの中で、ラ・ムーの楽曲群は再評価を受けている。
筋肉少女帯の楽曲（正確にはボイスコント）の『パンクでポン』の中で、「ラ・ムー時代の菊池が『真のロッカー』である」、と褒め称える台詞がある。

## メンバー
- 菊池桃子 - ボーカル
- 松浦義和（まつうら よしかず） - キーボード
- 中西望（なかにし のぞみ） - ドラム
- 勝守理（かつもり おさむ） - ギター
- 吉岡誠司 - ベース[18]
- ロザリン・キール（Rosaiyu Renee Keel / Rosalyn Keelとの表記も） - コーラス
- ダレル・ホールデン（Darelle Foster Holden） - コーラス

## ディスコグラフィ
2010年からはiTunes、レコチョクでも配信されている。

### シングル
| # | タイトル         | 作詞     | 作曲     | 編曲     |
| - | ---------------- | -------- | -------- | -------- |
| 1 | 愛は心の仕事です | 売野雅勇 | 和泉常寛 | 新川博   |
| 2 | 水のシルクロード | 田口俊   | 和泉常寛 | 松浦義和 |

| # | タイトル         | 作詞     | 作曲     | 編曲   |
| - | ---------------- | -------- | -------- | ------ |
| 1 | 少年は天使を殺す | 売野雅勇 | 和泉常寛 | 新川博 |
| 2 | 片思い同盟       | 田口俊   | 新川博   | 新川博 |

| # | タイトル          | 作詞     | 作曲           | 編曲     |
| - | ----------------- | -------- | -------------- | -------- |
| 1 | TOKYO野蛮人       | 康珍化   | 和泉常寛       | 新川博   |
| 2 | Silent Summer Sea | 風見律子 | かまやつひろし | 船山基紀 |

| # | タイトル                   | 作詞     | 作曲     | 編曲     |
| - | -------------------------- | -------- | -------- | -------- |
| 1 | 青山Killer物語             | 売野雅勇 | 和泉常寛 | 新川博   |
| 2 | オリエンタル・プレイボーイ | 田口俊   | 松浦義和 | 松浦義和 |

### アルバム
| #  | タイトル | リリース日         | 備考     | 最高位   |
| -- | --- | ------------------ | -------- | -------- |
| 01 | THANKS GIVING \| # \| タイトル \| 作詞 \| 作曲 \| 編曲 \| \| -- \| -------------------- \| ------------------ \| -------- \| -------- \| \| 1 \| Rainy Night Lady \| 田口俊 \| 和泉常寛 \| 新川博 \| \| 2 \| Carnaval \| 田口俊 \| 松浦義和 \| 松浦義和 \| \| 3 \| 夏と秋のGood-Luck \| 麻生圭子 \| 新川博 \| 新川博 \| \| 4 \| Two Years After \| 売野雅勇 \| 和泉常寛 \| 新川博 \| \| 5 \| 少年は天使を殺す \| 売野雅勇 \| 和泉常寛 \| 新川博 \| \| 6 \| One And Only \| 麻生圭子 \| 杉山清貴 \| 新川博 \| \| 7 \| TOKYO野蛮人 \| 康珍化 \| 和泉常寛 \| 新川博 \| \| 8 \| 片思い同盟 \| 田口俊 \| 新川博 \| 新川博 \| \| 9 \| Late Night Heartache \| 売野雅勇 \| 和泉常寛 \| 新川博 \| \| 10 \| Love Talk \| 菊池桃子・藤田浩一 \| 和泉常寛 \| 新川博 \| | 1988年9月14日      |          | 5位      |
| #  | タイトル | 作詞               | 作曲     | 編曲     |
| 1  | Rainy Night Lady | 田口俊             | 和泉常寛 | 新川博   |
| 2  | Carnaval | 田口俊             | 松浦義和 | 松浦義和 |
| 3  | 夏と秋のGood-Luck | 麻生圭子           | 新川博   | 新川博   |
| 4  | Two Years After | 売野雅勇           | 和泉常寛 | 新川博   |
| 5  | 少年は天使を殺す | 売野雅勇           | 和泉常寛 | 新川博   |
| 6  | One And Only | 麻生圭子           | 杉山清貴 | 新川博   |
| 7  | TOKYO野蛮人 | 康珍化             | 和泉常寛 | 新川博   |
| 8  | 片思い同盟 | 田口俊             | 新川博   | 新川博   |
| 9  | Late Night Heartache | 売野雅勇           | 和泉常寛 | 新川博   |
| 10 | Love Talk | 菊池桃子・藤田浩一 | 和泉常寛 | 新川博   |

## カバー
- 「TOKYO野蛮人」インターナショナル・プレイボーイズ feat. 中尊寺まい（2020年12月9日、PARKTONE RECORDS）
- 「愛は心の仕事です」降幡愛（2022年9月28日、Purple One Star）